# Máximo Paz (Santa Fe)
Máximo Paz is een plaats in het Argentijnse bestuurlijke gebied  Constitución in de provincie Santa Fe. De plaats telt 3 566 inwoners.